# Athletic 220 FC
Der Athletic 220 FC (mongol. Атлетик 220) ist ein 2016 gegründeter mongolischer Fußballverein, der aktuell in der ersten Liga, der National Premier League, spielt.
2020 gewann er zum ersten Mal die Mongolische Meisterschaft. Im August 2022 wurde bekannt gegeben, dass sich der Verein trotz einer Reihe von Erfolgen wegen finanzieller Schwierigkeiten aus der mongolischen Premier League zurückgezogen hat.

## Stadion

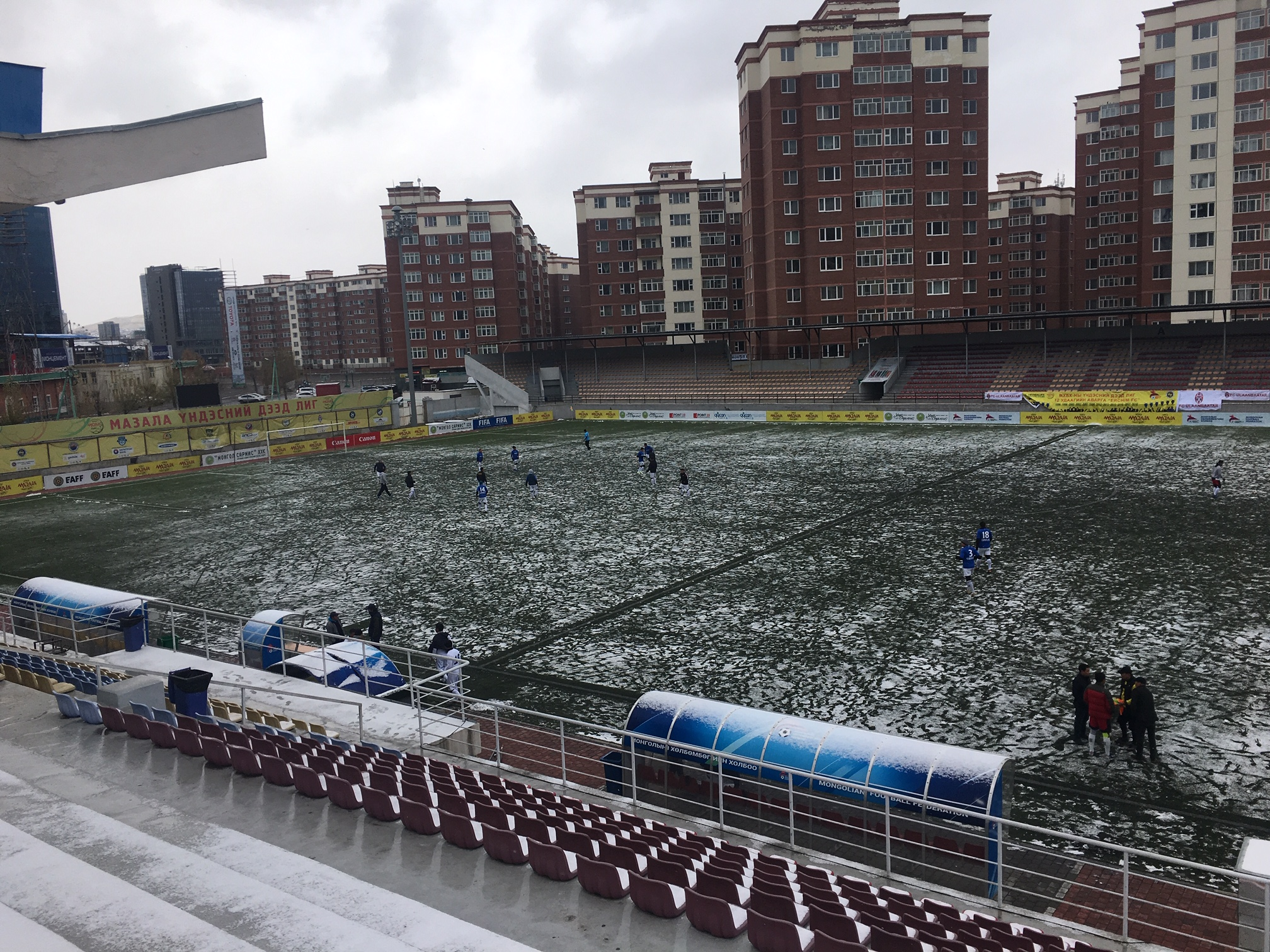
MFF Football Centre

Der Verein trägt seine Heimspiele im MFF Football Centre in Ulaanbaatar aus. Das Stadion hat ein Fassungsvermögen von 5000 Personen.
Koordinaten: 47° 54′ 0,4″ N, 106° 54′ 58,6″ O

## Vereinserfolge
- National Premier League (Mongolei): 2020, 2021
- Mongolia 1st League: 2016 (2. Platz)  ▲
- Mongolia Cup: 2018

## Saisonplatzierung
| Saison  | Liga                    | Level | Platz | Mongolia Cup  |
| ------- | ----------------------- | ----- | ----- | ------------- |
| 2016    | Mongolia 1st League     | 2     | 2. ▲  | Viertelfinale |
| 2017    | National Premier League | 1     | 3.    | Viertelfinale |
| 2018    | National Premier League | 1     | 4.    | Sieger        |
| 2019    | National Premier League | 1     | 4.    | Viertelfinale |
| 2020    | National Premier League | 1     | 1.    |               |
| 2021    | National Premier League | 1     | 1.    |               |
| 2021/22 | National Premier League | 1     | 7.    |               |

## Trainerchronik
| Trainer                | Nation   | von          | bis   |
| ---------------------- | -------- | ------------ | ----- |
| Garidmagnai Bayasgalan | Mongolei | 1. Juni 2020 | heute |